# Gare de Akid Abbes
La gare de Akid Abbes est une gare ferroviaire algérienne, actuellement fermée, située sur le territoire de la commune de Maghnia, dans la wilaya de Tlemcen.

## Situation ferroviaire
Établie à une altitude de 443,500 m, la gare est située au point kilométrique (PK) 132,517 de la ligne de Tabia à Akid Abbes, dont elle est le terminus et où elle est précédée de la gare de Maghnia. Elle est en outre la gare origine de la ligne de Akid Abbes à Ghazaouet, où elle est suivie de la Souani.
| \| Tlemcen Ghazaouet Akid Abbes Maghnia Tabia \| Localisation de la gare de Akid Abbes dans la wilaya de Tlemcen. |
| Tlemcen Ghazaouet Akid Abbes Maghnia Tabia                                                                        |

## Histoire
Lors de la colonisation, la gare portait le nom de gare de Zoudj El-Beghal (Deux mulets). Après l'indépendance de l'Algérie, le village où est située la gare a été officiellement baptisé du nom du colonel Ahmed Boudjenane, connu plus largement sous le nom de Akid Abbas.
La gare est mise en service en 1910 lors de l'ouverture de la section de Marnia (actuelle Maghnia) à la frontière marocaine de la ligne de Sainte-Barbe-du-Tlélat à Oujda,.
En 1911, la gare est réliée à celle Oujda (au Maroc) lors de la mise en service de la dernière section de la ligne Sainte-Barbe-du-Tlélat à Oujda.
En 1934, la ligne de Sainte-Barbe-du-Tlélat à Oujda est connectée au réseau ferroviaire marocain à la suite de la mise en service de la ligne de Fès à Oujda. Cette interconnexion permet la mise en place de liaisons ferroviaires entre Casablanca, Oran et Alger via Oujda et termine la réalisation de l'artère ferroviaire impériale d'Afrique du Nord. La gare de Akid Abbes devient la gare frontière de ces liaisons.
Après la fermeture de la frontière entre l'Algérie et le Maroc en 1994, les liaisons ferroviaires entre l'Algérie et le Maroc sont interrompues. La gare de Akid Abbes devient une gare en cul-de-sac et n'est plus desservie par les trains de voyageurs de la SNTF.

## Service des voyageurs
En 2023, la gare n'est pas desservie par les trains de la Société nationale des transports ferroviaires.